# Von Malmborg
von Malmborg är en adlig ätt nummer 2337, adlad 1816 enligt 37§ i 1809 års regeringsform, vilket innebär att endast huvudmannen innehar adlig värdighet. År 1862 fick släkten kunglig bekräftelse på adelskap och introduktion på Riddarhuset under namnet von Malmborg, vilket beviljades den 19 februari 1863.

## Släktens härkomst
Släkten stammar från Sala där stamfadern Jonas Bengtsson (död omkring 1668) var uppbördsman. Bland hans ättlingar märks  Otto August Malmborg, född 1795, generallöjtnant, adlad 1842: adliga ätten Malmborg nr 2318, utdöd 1913.

## Personer med efternamnet von Malmborg
- AK von Malmborg (född 1976), konstnär och popartist
- Boo von Malmborg (1905–1980), konsthistoriker och genealog
- Carl Fredrik von Malmborg (1815–1893), militär, tecknare och akvarellist
- Fredrik von Malmborg (1891–1991), direktör och motorcykelförare
- Inga von Malmborg (1865–1955), konstnär
- Johan Adolf von Malmborg (1812–1892), godsägare och konstnär
- Margit von Malmborg (1918–2007), läkare
- Roland von Malmborg (född 1945), trubadur, positivhalare och miljöpartist
- Sten von Malmborg (1901–1998), läroverkslektor